# Elisabeth Beck-Gernsheim
Elisabeth Beck-Gernsheim (14 de outubro de 1946), é uma socióloga, psicóloga e filósofa alemã. É autora do livro O Caos Normal do Amor,  o qual escreveu em conjunto com seu marido Ulrich Beck.

## Carreira profissional
Depois de estudar sociologia, psicologia e filosofia em Munique em 1966, Elisabeth Beck-Gernsheim recebeu seu doutorado em 1973 sobre “Sociologia do conhecimento no contexto do pluralismo teórico”. Ela completou sua habilitação em 1987.
Em 1980 ela publicou o livro Das halbierte Leben. Männerwelt Beruf, Frauenwelt Familie, no qual analisa as consequências para homens e mulheres da divisão do trabalho e da família (citação: "O trabalho profissional não é tanto adaptado ao 'homem livre de família' , mas mais precisamente ao ‘marido sem família’.”). Ela mostrou que ambos os sexos eram limitados no seu potencial de desenvolvimento por requisitos de papéis estereotipados. Beck-Gernsheim apelou a uma organização da vida profissional mais favorável à família.
Depois de cátedras visitantes nas Universidades de Giessen e Munique, foi nomeada professora de sociologia na Universidade de Hamburgo em 1993. No ano seguinte, ela passou a lecionar sociologia na Universidade de Erlangen-Nuremberg. Ela se aposentou em 2009.
De 2009 a 2012 foi professora visitante na Universidade Norueguesa de Ciência e Tecnologia em Trondheim. De 2013 a 2016 foi pesquisadora sênior na Universidade de Munique e, desde 2016, professora sênior na Universidade de Frankfurt.

## Obras
- Das halbierte Leben (1980);
- Vom Geburtenrückgang zum ganz normalen Leben (1984);
- Die Kinderfrage (1988);
- Das ganz normale Chaos der Liebe (1990);
- Was kommt nach der Familie? (2000).